# Ein Mann wie Hiob
Ein Mann wie Hiob ist ein amerikanisches Filmdrama aus dem Jahr 1968, das auf dem gleichnamigen Roman von Bernard Malamud basiert und auf einer wahren Begebenheit beruht.

## Handlung
Im zaristischen Russland wird der studierte, aber arme Yakov Bok von seiner Frau Raisl verlassen. Yakov reist nach Kiew und gibt sich dort als Nichtjude aus, da es die Zeit der Judenpogrome ist. Er bekommt bei dem trunksüchtigen Antisemiten Lebedev eine Anstellung als Gehilfe. Yakov muss sich der Verführungsversuche von Lebedevs Tochter Zinaida erwehren, die ihn der Vergewaltigung bezichtigt, als er nicht darauf eingeht. Trotz dieser Anschuldigung wird Yakov zum Aufseher in Lebedevs Fabrik befördert.
Yakov zieht den Unmut des Vorarbeiters Proshko auf sich und ist zudem ständig mit lästigen Gassenjungen in seiner Nachbarschaft konfrontiert. Als einer der Jungen brutal ermordet wird, glaubt die Bevölkerung an einen Ritualmord, der von Juden verübt wurde. Yakov wird als Jude identifiziert, verhaftet und des Mordes angeklagt, obwohl es keine Beweise gibt. Der Anwalt Bibikov ist der Einzige, der an Yakovs Unschuld glaubt. Er ist der Überzeugung, dass die Festnahme eines Juden als Mordverdächtiger die Judenpogrome begünstigen wird und dass dies von der Regierung unterstützt wird.
Bibikov hält den Freund der Mutter für den wahren Mörder. Als er seine Untersuchungen intensiviert, wird sein Tod beschlossen, der wie ein Selbstmord aussehen soll. In der Haft ist Yakov ständiger Demütigung und Folter ausgesetzt. Der Fall wird auch außerhalb Russlands bekannt, so dass der Zar gezwungen ist, einen rechtmäßigen Prozess abzuhalten. Drei Jahre nach seiner Inhaftierung erscheint Yakov bei dem Prozess. Für die Bevölkerung ist er zu einem Helden geworden.

## Kritik
Das Lexikon des internationalen Films beschreibt den Film als „ausdrucksstarke, bewegende Romanverfilmung, die den Leidensweg eines um sein Recht kämpfenden Menschen beschreibt; gelegentlich etwas dick aufgetragen und auf vordergründige Effekte setzend. Bisweilen verliert sich der Film in der naturalistischen Ausmalung des zaristischen Rußlands.“
Renata Adler von der New York Times empfand es als unangemessen, Trumbos sentimentale Hollywood-Formel für das reale Drama, das das 20. Jahrhundert charakterisiert habe, anzuwenden.
Roger Ebert von der Chicago Sun-Times merkte an, dass ein historisches Ereignis eine Sache sei, ein Film über dieses Ereignis eine andere. Frankenheimer habe die Herausforderung, seinen Film selber zu einem moralischen Statement werden zu lassen, nicht geschafft. Der Film schaffe sich nur in sehr geringem Maße seine eigene Realität, sondern beziehe seine Kraft und Emotionen aus dem Rohmaterial der ihm zugrunde liegenden Ereignisse. Der Zuschauer werde nicht durch das bewegt, was er sieht, sondern durch seine Folgerungen.

## Auszeichnungen
1969 wurde Alan Bates in der Kategorie Bester Hauptdarsteller für den Oscar nominiert.
Für den Golden Globe wurde der Film als Bester Film – Drama, Dalton Trumbo für das beste Drehbuch und Hugh Griffith als bester Nebendarsteller nominiert. Auch hier erhielt Alan Bates eine Nominierung als bester Hauptdarsteller

## Hintergrund
Die Premiere hatte der Film am 8. Dezember 1968. In Deutschland wurde der Film am 13. März 1987 im ZDF erstmals gezeigt.
Bernard Malamuds Romanvorlage beschreibt die Geschichte des Juden Menachem Mendel Beilis, der 1911 des Mordes an einem 12-jährigen Jungen angeklagt war. Die Umstände der Verhaftung wurden international als Beilis-Affäre bekannt.
Gedreht wurde die Produktion der britischen MGM-Studios in Ungarn.